# Europe (groupe)
Pour les articles homonymes, voir Europe (homonymie).
Europe est un groupe suédois de hard rock, originaire de Upplands Väsby, en Suède. Depuis sa formation en 1979, Europe compte onze albums studio, plusieurs albums live, ainsi que de nombreuses compilations de leurs meilleures chansons. Europe s'inspire de plusieurs groupes de hard rock comme  Scorpions, Iron Maiden, AC/DC, Led Zeppelin, Deep Purple, Whitesnake, UFO, Rainbow,  Michael Schenker Group, Thin Lizzy, Kiss...
Le groupe se fit connaître grâce à leur hit "The Final Countdown" mais aussi avec des chansons comme Carrie, Rock the Night ou encore Open Your Heart et Cherokee.
Après deux premiers albums ayant une signature plutôt heavy metal, qui rencontrent du succès en Scandinavie et au Japon au début des années 1980, Europe devient mondialement célèbre en 1986 avec son troisième album, The Final Countdown. Plus proche du hard rock mélodique et hard FM, rappelant des groupes comme Bon Jovi, cet album devient un succès considérable en se vendant à plus de 3 millions d'exemplaires aux États-Unis et à plus de 15 millions dans le monde.
Europe est l'un des groupes de hard rock les plus couronnés des années 1980 (tout comme Scorpions,  Guns N' Roses, AC/DC, Mötley Crüe, Bon Jovi, Aerosmith, Van Halen ou bien Def Leppard), vendant plus de 25 millions de disques dans le monde,. Aux États-Unis, le groupe atteint le Top 20 des albums dans le Billboard 200 avec deux albums (The Final Countdown  et Out of This World) et le Top 10 des singles dans le Billboard Hot 100 grâce à deux titres (The Final Countdown et Carrie (en)).
Le groupe décide de faire une pause en 1992, après la tournée pour l'album Prisoners in Paradise, chacun des membres voulant faire des albums solo ou mener à bien d'autres projets musicaux. Le groupe se réunit temporairement pour un concert unique à Stockholm pour le réveillon en 1999, avant d'annoncer une réunion officielle en 2003. Depuis, Europe continue à se produire en concert et a enregistré six albums : Start from the Dark (2004), Secret Society (2006), Last Look at Eden (2009) Bag of Bones (2012), War of Kings (2015) et Walk the Earth (2017).

## Biographie

### EuropeetWings of Tomorrow(1979–1985)

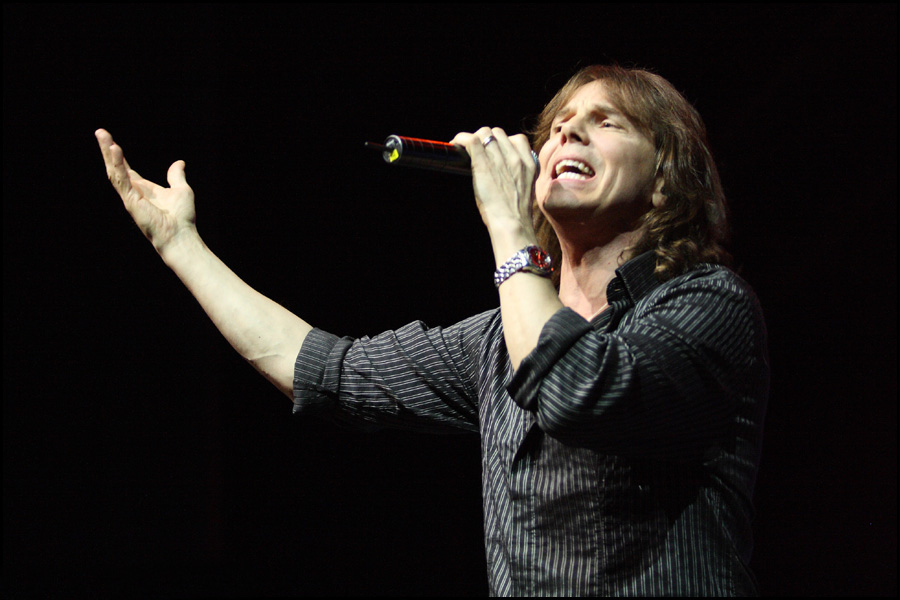
Joey Tempest.

Europe est formé à Upplands Väsby en banlieue de Stockholm, initialement composé de Joey Tempest (chant), John Norum (guitare), John Levén (basse), et Tony Reno (batterie). Il porte alors le nom de Force, un groupe de heavy metal (avec des tendances progressives). Le savant mélange de la puissance guitaristique de J. Norum et les mélodies « métalliques » de J. Tempest (influencé par Thin Lizzy, Rush, Iron Maiden, Deep Purple, Black Sabbath, Rainbow, Van Halen, UFO, Led Zeppelin, Ozzy Osbourne, Motörhead, Journey, Whitesnake, Scorpions, Dio, etc.) y est déjà présent. Le bassiste John Levén quitte le groupe pour une courte durée (remplacé par le bassiste intérimaire Peter Olsson) pour rejoindre le guitariste Yngwie Malmsteen et son groupe. Mais les caractères des deux hommes étant bien trop différents, John Levén réintègre Force définitivement. En remportant un tremplin-rock, le ROCK-SM, organisé par une maison de disques, le groupe se voit offrir la réalisation d'un album et une tournée. Le groupe change alors de nom pour se rebaptiser Europe, nom trouvé par le chanteur, Joey, car il exprime pour lui la grandeur et la puissance. Dans une interview de l'émission Tracks de la chaîne Arte, Joey avoue que c'est surtout parce qu'à l'époque les membres du groupe écoutaient énormément les deux albums de Deep Purple, Made in Japan et Made in Europe. Ce dernier Album donna l'idée à Joey du nouveau nom du groupe.
Les deux premiers albums Europe (1983) et Wings of Tomorrow (1984), typiquement dans le genre heavy metal (avec des titres orientés speed metal comme Scream of Anger), remportent un franc succès au niveau national et sont en très bonne place des classements en Asie, notamment au Japon. Au vu du succès que remporte déjà le groupe, la carrière des musiciens de Europe prend un tournant à la suite de la signature avec une major, CBS-EMI/Sony. Ce contrat international permet au groupe de distribuer ses albums partout dans le monde, y compris sur le marché tant convoité des États-Unis. Le batteur Tony Reno quitte le groupe en pleine tournée de Wings of Tomorrow courant 1985. Il est alors remplacé par Ian Haugland. Par la même occasion, Europe accueille le claviériste Mic Michaeli.

### The Final CountdownetOut of This World(1985–1992)

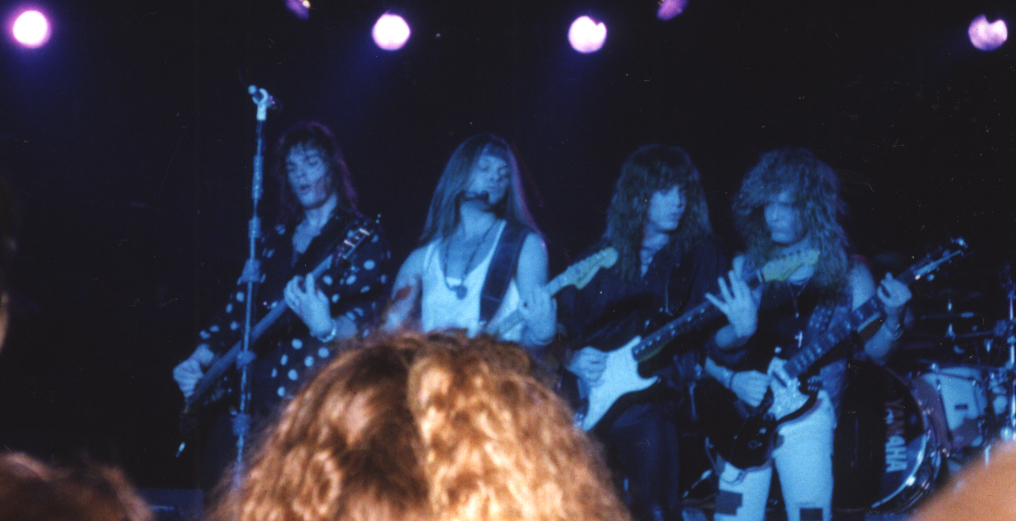
Europe en concert à Hambourg, en Allemagne, en 1994.

Entre-temps, en 1985, le groupe au complet joue dans le film On the Loose dont la chanson-titre figure sur l'album The Final Countdown. L'album The Final Countdown, plus hard rock mélodique que ses prédécesseurs, est publié en mai 1986 et apporte au groupe une stature internationale ; il est certifié trois fois disque de platine aux États-Unis, où il atteint la 8e place dans le Billboard 200. Le single du même titre (The Final Countdown) se place en tête des hit-parades dans plus de 25 pays, incluant le Royaume-Uni, la France, l'Espagne, et l'Allemagne, et est vendu à huit millions d'exemplaires dans l'année. S'ensuit une tournée mondiale. Le groupe jouera en première partie de Def Leppard aux États-Unis. C'est l'un des plus importants albums de hard FM de cette année 1986, avec Slippery When Wet de Bon Jovi. Ces deux albums rencontrent un énorme succès, et passent régulièrement à la radio et à la télévision. Les singles qui suivent prennent la même position (les refrains de The Final Countdown sont un véritable classique de hard FM joué lors d'interludes dans les stades ou de meetings politiques), ou encore des titres plus hard rock tels que Rock the Night et Cherokee ou la ballade Carrie. L'imagerie d'Europe se caractérisait par une chevelure permanentée des membres du groupe et le look de Joey Tempest, fortement influencé par la vogue glam (avec une coupe de cheveux typée Robert Plant de Led Zeppelin, et un look à la Dokken, Mötley Crüe, Bon Jovi, ou encore Pretty Maids, Whitesnake, etc.).
The Final Countdown s'écoule à plus de dix millions d'exemplaires et fait partie des albums surnommés « trésors de guerre » par les experts du rock et du hard rock, c'est-à-dire les albums que les distributeurs d'audio-visuel continuent d'écouler quotidiennement par palettes entières plus de vingt ans après leur sortie. Parmi ceux-ci, l'on peut citer Back in Black de AC/DC, Love at First Sting de Scorpions,Machine Head de Deep Purple, Hysteria de Def Leppard ou encore Dr. Feelgood de Mötley Crüe[pertinence contestée].
Des tensions apparaissent dans le groupe. John Norum, notamment, ne supporte plus la médiatisation excessive, le côté trop « bubble-gum » (avec les claviers trop en avant et les ballades) et le star-system. Il décide de quitter le groupe en pleine tournée de The Final Countdown et de se tourner vers d'autres projets (albums solo, Dokken). Il est immédiatement remplacé par Kee Marcello, ex-Easy Action (groupe de glam metal suédois).
L'album suivant, Out of This World (1988), toujours très hard FM, connaît un succès un peu moindre que le précédent, mais le groupe tourne intensément, notamment aux États-Unis avec Def Leppard et Tesla ou encore en Europe avec Dare en première partie. La tournée affiche quasiment complet partout. Europe participe au festival rock et metal de Milton Keynes (Royaume-Uni) avec Bon Jovi, Skid Row et Vixen. L'album Prisoners in Paradise (1991), revenu au hard rock pêchu tendance heavy rock américain, est quant à lui considéré comme un semi-échec commercial (avec cependant un peu plus d'un million d'exemplaires vendus). Une longue tournée (à guichets fermés presque partout) suit la sortie de l'album, avec PinkCream 69 en première partie. Europe participe à divers festivals (dont un au Tokyo Dome avec Metallica, Tesla, etc.). Le groupe fait un long break à partir de fin 1992 mais refait une apparition scénique (avec les deux guitaristes Kee Marcello et John Norum) pour le passage à l'an 2000.

### Réunion etStart from the Dark(2003–2005)
Le groupe se reforme officiellement fin 2003, composé de Joey Tempest, John Norum, Mic Michaeli, John Levén et Ian Haugland - ce que certains appellent la formation classique. Kee Marcello est contacté pour rejoindre le groupe, mais trop occupé par son nouvel album (projet K2) et par son activité de producteur, il refuse la proposition. Courant 2004, le groupe participe à de nombreux festivals métal comme le Master of Rock, le Lorca Rock et le Sweden Rock, avec des groupes comme Helloween, Testament, Judas Priest, Running Wild, Saxon, Scorpions, Tankard, et bien d'autres. Europe sort en 2004 un nouvel album, assez sombre et plus heavy, Start From The Dark.
Les influences sont toujours les mêmes qu'au début, mais de nouveaux groupes influencent le style musical (par exemple The Darkness, Velvet Revolver, Black Label Society de Zakk Wylde, Audioslave, sans parler du fait que John Norum dit apprécier Sepultura et Candlemass, entre autres). Cette alchimie a comme résultat un hard rock puissant, sombre et mélodique, dont l'album précède une longue tournée internationale. 2005 voit la sortie du double DVD live Live From the Dark qui se place en tête des ventes de DVD musicaux (et devant Pink Floyd) dans de nombreux pays, dont la Scandinavie et l'Italie. En décembre 2005, le groupe annule sa participation au festival Bang Your Head !!! organisé le 23 et 24 juin 2006 en Allemagne.

### Secret SocietyetLast Look at Eden(2006–2010)

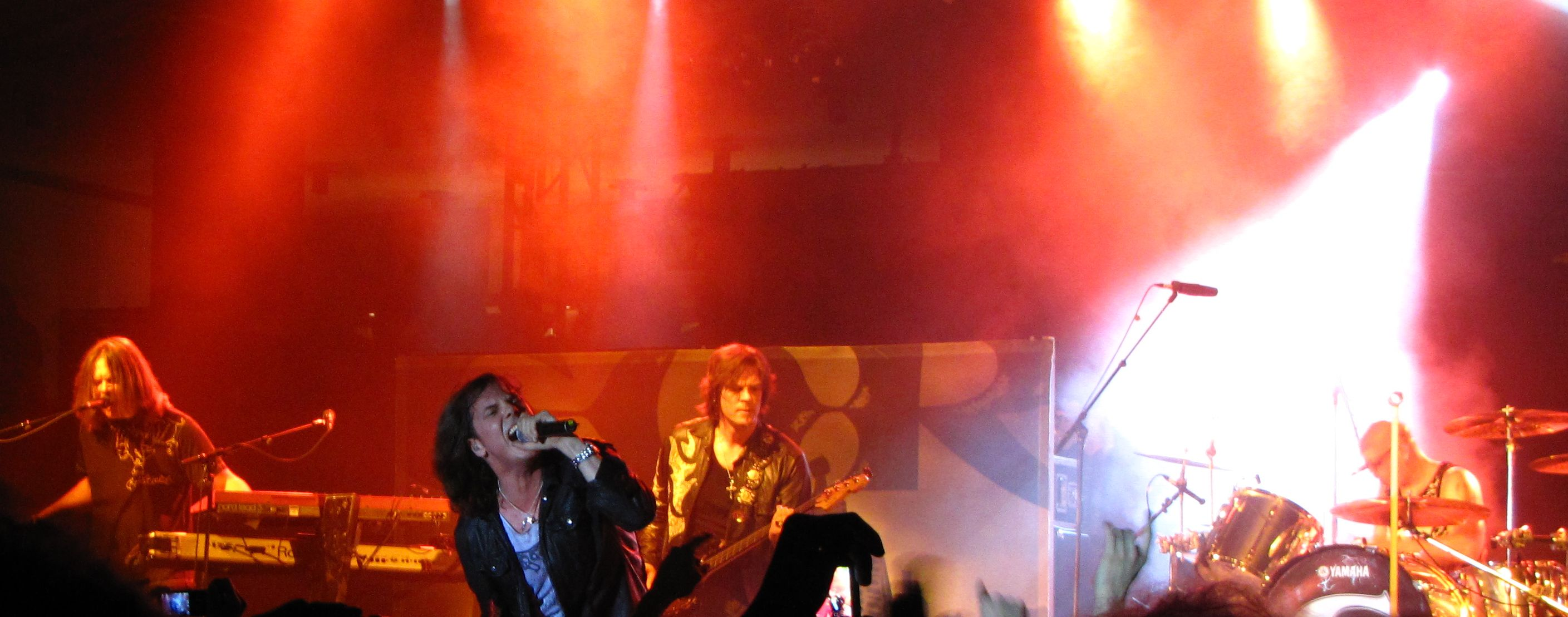
Europe sur scène en 2010.

En octobre 2006, Europe sort son septième album, Secret Society, qui contient des sonorités travaillées dans la voix de Joey Tempest. Il contient le son hard et heavy moderne de Start From the Dark. Europe est cité comme influence par de nombreux groupes (Arch Enemy, Children of Bodom, Industrial Jesus Waste, MAIM, Tucker, Denied, Crucified Barbara, Sabaton, Spiritual Beggars, Dark Sky, H.E.A.T., Eclipse, After Forever, et bien d'autres de la nouvelle génération)[réf. nécessaire].
Europe sort un nouvel album en 2009 Last Look at Eden qui confirme son retour. Back to the roots au hard rock plus classique avec des titres plutôt heavy epic avec orchestration, comme la chanson Last Look at Eden, devenu un classique du groupe remportant un vif succès en concert[réf. nécessaire]. Bien que le ton de l'album soit au hard rock teinté années 1970 et heavy-rock « bluesy », il renferme cependant des petits côtés stoner rock (Catch that Plane), grunge rock (Only Young Twice), heavy metal rapide et moderne comme The Beast, ou encore des passages proches, musicalement, de Rage Against The Machine (avec le titre U Devil U) ou encore de Vulcain. Certaines chansons enrichissent donc encore un peu plus le répertoire du groupe dont les prestations scéniques reconquièrent un public de plus en plus croissant, en salles en tête d'affiche comme dans les plus gros festivals rock/métal. Après leur participation au Hellfest, de Clisson, en France, le 21 juin 2009, partageant l'affiche avec notamment Dream Theater, Manowar (tête d'affiche), Stratovarius, Epica et Queensrÿche, ils sont en tournée en 2010, notamment avec la légende du mouvement N.W.O.B.H.M, Diamond Head. Ils sont également confirmés en janvier 2010 pour le festival Getaway Rock des 8 et 10 juillet 2010 à Gävle, en Suède.

### Bag of Bones(2011–2015)
À la fin de 2011, le groupe joue à Rinkaby pour la cérémonie de clôture du 22e World Scout Jamboree, en Suède, (48 000 scouts étaient présents à cette cérémonie). Europe publie son neuvième album studio, Bag of Bones, le 25 avril 2012,. Le son est orienté hard rock à consonances bluesy, se rapprochant encore un peu plus de Led Zeppelin et Deep Purple notamment, mais avec un petit côté plus moderne, epic et heavy. Bag of Bones est certifié disque d'or par la RIAA. En décembre 2012, le Sweden Rock Magazine cite Europe dans son top 100 des plus grands groupes suédois de tous les temps.
Le groupe ne cesse de tourner entre 2012 et 2013, quasiment à guichets fermés dans le monde entier, et participe à de nombreux festivals métal pour soutenir cet album, comme le Hellfest de Clisson pour la deuxième fois ou encore le Download Festival (le 8 juin 2012), le Rock of Ages, Le Festival de Lorelei, le Bang Your Head !!!, le Sonisphere, etc., partageant les affiches avec les plus grands noms du genre tels que Iron Maiden, Whitesnake, Twisted Sister, Anthrax, Alice Cooper, Saxon, M.S.G., etc. Le groupe tourne également et notamment avec Black Star Riders, Foreigner et FM. Pour fêter ses 30 ans de carrière, le groupe donne un concert exceptionnel de plus de deux heures trente lors du Sweden Rock Festival. À cette occasion, Scott Gorham (guitariste de Thin Lizzy et Black Star Riders), et Michael Schenker (de M.S.G./Temple of Rock et ex-Scorpions et UFO) se produisent sur scène avec Europe. Le groupe tourne en 2014 en Suède, jouant l’intégralité de l'album Wings of Tomorrow pour les 30 ans de cet album mythique. La tournée est nommée Wings over Sweden Tour. En décembre 2014, le groupe prévoit de sortir son dixième album en mars 2015.

### War of KingsetWalk the Earth(depuis 2016)

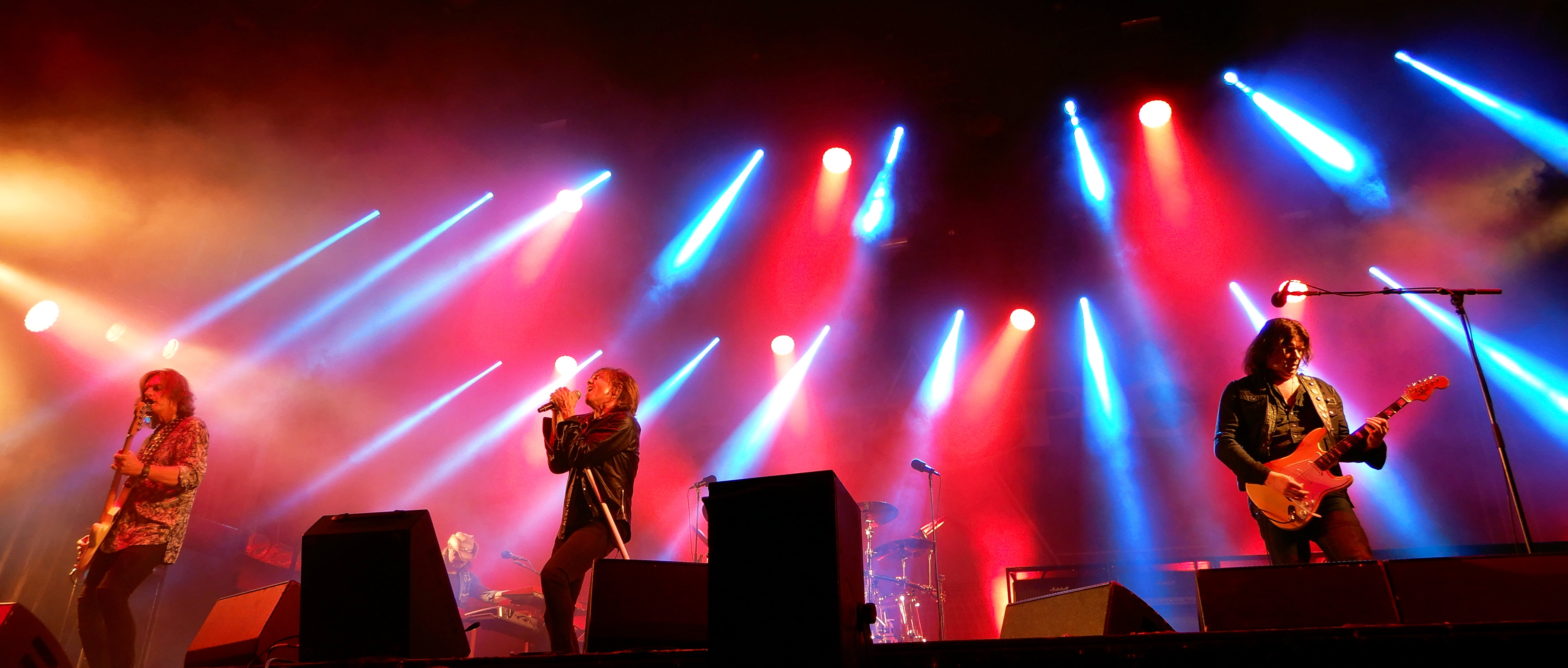
Europe au Festival Estival de Trélazé en 2019. Au premier plan, de gauche à droite : John Levén, Joey Tempest et John Norum.

Le 2 mars 2015, Europe sort son dixième album War of Kings. Le titre War of Kings se rapproche fortement de Black Sabbath voire de Candlemass, avec son riff de guitare heavy entêtant, envoûtant et son rythme lourd. Des titres comme Nothing to Ya et Children of the Mind sont dans le même esprit, heavy et mid-tempo. California 405 est un titre de pur hard mélodique et hard FM rappelant Superstitious avec un rythme plus rapide comme Stormwind, Rainbow Bridge est un titre de hard/rock « oriental » aux consonances très « Kashmir » de Led Zeppelin. Days of Rock'n'Roll, très stylé Thin Lizzy/Rainbow est un véritable hit en puissance et Hole in My Pocket est un incontournable en concert rappelant The Beast par son côté heavy très rapide. Le groupe ne cesse de tourner en tête d'affiche et dans de grands festivals métal comme le RockFest en Espagne ou encore le Wacken Open Air Festival, et est invité par Scorpions en novembre 2015 en tournée dans toute la France, notamment au Palais Omnisports de Paris-Bercy, entrecoupée de concerts en tête d'affiche entre deux concerts avec Scorpions. Le concert de Europe au Wacken Open Air Festival en Allemagne est filmé et sort en DVD en 2015, en complément de l'album War of Kings (édition spéciale). En avril 2015, le groupe publie le clip de la chanson Days of Rock 'N' Roll, réalisé par Patric Ullaeus de la Revolver Film Company.
En mars 2016, le groupe annonce une tournée The Final Countdown spéciale 30 ans, et prévoit déjà un nouvel album pour 2017. L'album en question, Walk the Earth, est enregistré aux studios Abbey Road de Londres d'avril à mai 2017, et sort le 20 octobre 2017.
Le 25 octobre 2018, Kee Marcello, l'ancien guitariste qui remplaça John Norum de 1986 à 1992, déclare dans un article qu'il n'aime pas les albums que le groupe a sortis depuis sa reformation en 2004, mais qu'il accepterait de le rejoindre uniquement pour jouer les anciens morceaux.

### Prochainement
Europe publie un nouveau single intitulé Hold Your Head Up en 2023, enregistré aux Atlantis Studios de Stockholm, qui servira de précurseur au douzième album du groupe. En effet Ian Haugland, a confirmé dans une nouvelle interview en 2025 que la formation suédoise travaille actuellement sur un nouvel album qui marquera un retour à un son plus “mélodique”. Ce disque très attendu, prévu pour 2026, est précédé notamment la participation du groupe le 7 juin au festival Heavy Weekend 2025 à Nancy aux côtés de leur anciens confrères Saxon.

## Membres

### Membres actuels
- Joey Tempest - chant solo, guitare acoustique (1979–1992, 1999, depuis 2003), guitare rythmique (1986–1992) ; clavier, piano (1979–1984)
- John Norum - guitare solo, guitare rythmique, chœurs (1979–1986, 1999, depuis 2003)
- John Levén - basse, chœurs (1981, 1981–1992, 1999, depuis 2003)
- Mic Michaeli - clavier, piano, keytar, chœurs, guitare occasionnel (1984–1992, 1999, depuis 2003)
- Ian Haugland - batterie, percussions, chœurs (1984–1992, 1999, depuis 2003)

### Anciens membres
- Kee Marcello - guitare solo, chœurs (1986–1992, 1999)
- Tony Reno - batterie, percussions (1979–1984)
- Peter Olsson - basse (1979–1981)
- Marcel Jacob - basse (1981 ; décédé en 2009)

## Discographie

### Albums studio
- 1983 : Europe
- 1984 : Wings of Tomorrow
- 1986 : The Final Countdown
- 1988 - Out of This World
- 1991 - Prisoners in Paradise
- 2004 - Start from the Dark
- 2006 - Secret Society
- 2009 - Last Look at Eden
- 2012 - Bag of Bones
- 2015 - War of Kings
- 2017 - Walk the Earth
- Prochain album prévu pour 2026

### Autres
- Divers best-of dont 1982-1992 (1992) et Rock The Night - The Best Of (2004).
- Des bootlegs des démos de Force - The Early Days of Europe et Lost Paradise - Le Baron-Boy (inédits, période de Prisoners in Paradise)
- Des live, dont Live at the Sweden-Rock 2004 ou Live in Stockholm - 1987 (import japonais)

### Œuvres individuelles
Notons[Qui ?] encore les trois albums solo à tendance plus pop/rock-FM de Joey Tempest : Alazea place, A Place to Call Home, et Joey Tempest. John Norum est également auteur de divers albums solos (toujours dans le hard rock), dont le dernier en date s'intitule Play Yard Blues. Ce dernier a également travaillé avec Dokken. Après un premier album solo de rock mélodique et la création du groupe Red Fun (heavy-rock'n'roll), l'ex-guitariste Kee Marcello a dernièrement[Quand ?] formé le Kee Marcello's K2. Kee rejoue également occasionnellement avec ses anciens compères de Easy Action comme au festival Sweden-Rock à l'été 2006. Enfin la section basse, batterie et clavier de Europe a participé à de nombreux groupes et projets de hard rock/métal, comme Nikolo Kotzev's Nostradamus, Brazen Abbot, Glenn Hughes (ex-Deep Purple qui a aussi chanté avec Norum), Clockwize, etc. À noter, leur participation à l'enregistrement d'un titre au profit des victimes du tsunami avec des musiciens de Motörhead, Meshuggah, Entombed, etc.

## Vidéographie

### Clips
- 2009 : Last Look at Eden, tiré de Last Look at Eden, dirigé par Patric Ullaeus
- 2009 : New Love in Town, tiré de Last Look at Eden, dirigé par Patric Ullaeus
- 2012 : Firebox, tiré de Bag of bones, dirigé par Patric Ullaeus
- 2012 : Not Supposed to Sing the Blues, tiré de Bag of bones, dirigé par Patric Ullaeus
- 2015 : Nothin' To Ya (live), tiré de War of Kings, dirigé par Patric Ullaeus
- 2015 : Days Of Rock'n'Roll, tiré de War of Kings, dirigé par Patric Ullaeus
- 2015 : War Of Kings, tiré de War of Kings, dirigé par Patric Ullaeus

### DVD
- 2004 : Rock the Night: Collectors Edition
- 2004 : The Final Countdown Tour 1986
- 2005 : Live from the Dark
- 2006 : 20TH Anniversary of The Final Countdown
- 2011 : Live at Shepherd's Bush, London
- 2013 : Live At Sweden Rock - 30th Anniversary Show, réalisé par Patric Ullaeus
- 2015 : War Of Kings Special Edition - Live in Wacken, réalisé par Patric Ullaeus

### Vidéos VHS
- 1985 : On the Loose (film)
- 1987 : The Final Countdown-the videos (3 clips)
- 1987 : Europe in America
- 1987 : The Final Countdown world-tour'87 - live at the Hammersmith-odeon (Londres, Royaume-Uni)